# غمازة (آلية)

غمّازة دحروجية (موضحة باللون الأحمر) في محرك الاحتراق الداخلي

الغَمَّازَة (بالإنجليزية: Tappet)‏ أو رافع الصمام (بالإنجليزية: Valve lifter)‏ هي أحد مكونات رَتَل الأَصِمَّة التي تحول الحركة الدورانية إلى حركة خطية عند تنشيط الصمام. توجد عادةً في محركات الاحتراق الداخلي، حيث يُحول الحركة الدورانية لعمود الحدبات إلى حركة خطية لصمامات السحب والإفلات، إما بشكل مباشر أو غير مباشر.
كان يشير المصطلح الإنجليزي قديمًا إلى جزء من رتل الأصمة [الإنجليزية] في المحركات الجائزية [الإنجليزية] بدءًا من عام 1715. ويُستخدم المصطلح أيضًا للمكونات الموجودة في الأسطوانات الهوائية [الإنجليزية] والمناسج.